# Trevangsbrug
Trevangsbrug betegner et dyrkningssystem i landsbyfællesskabets tid kendetegnet ved, at den dyrkede jord til en landsby var delt i 3 indhegnede vange med en 3-årig rotation.
Den samlede jord (til fx en typisk landsby på Fyn) kunne omfatte ca. ti til femten kvadratkilometer – der er således også ca. 3-4 km mellem hver landsby. En stor del (den yderste så at sige) var overdrev til græsning for kvæg og får, og skov, hvor svinene fandt føde, og hvor man skovede gærdsel og brændsel, dvs. mindre træstykker, pinde, skud o.l. til brug for brænde og gærde (hegn). Man sagde, at landsbyen ejede underskoven, godsejeren ejede overskoven, dvs. retten til at fælde træer til tømmer, og kongen ejede jagten. Ofte havde godsejeren dog overtaget jagtretten mod at svare kongen en vis årlig mængde vildt.
Så fulgte engene ("engen er markens moder") til brug for høslæt, dvs. hø til dyrene om vinteren, – og derefter og endnu nærmere landsbyen, lå de tre mægtige vange, ofte hørte der til en gård 30 tønder land dyrket ager.
Dvs. at hvis der var fx 12 gårde i en landsby, kunne de tre vange omfatte 360 tønder land agerjord.
Størstedelen af landsbyens jord var således skove, overdrev og enge.
Hver gård havde en del af hver vang. Da vangene var ret store, var hver vang ofte underopdelt i flere åse. Hver gård havde så sin (lange strimmel) ager i hver ås.
Treskiftebruget kendes tidligst i Europa fra de store kongelige godser i det nordlige Frankrig og det sydvestlige Tyskland fra karolingertiden.
Det typiske sædskifte i Danmark var byg-rug-fælled eller rug-byg-fælled (på Møn og Lolland-Falster). Sammen med byg kunne ofte sås havre i de dårligste jorder. 3-vangsbrug var i 1682 stort set enerådende på Sjælland, på Falster, på Østfyn og i Østjylland.